# Осада Багдада (1624)
Осада Багдада 1624 года — 3-дневная осада и взятие османского города Багдад персидской армией под командованием Аббаса I Великого в ходе турецко-персидской войны 1623—1639 годов.

## Предыстория
В 1622 году в результате бунта янычар умирает османский султан Осман II, что привело к серии восстаний в Османской империи против янычарского движения, которых поднял бейлербей Эрзурумского эйялета Абаза-паша. Воспользовавшись ситуацией, персидский шах Аббас I, который давно планировал захватить Багдад, находившийся под контролем Османской империей ещё с 1533 года, решает напасть на османские владения в Месопотамии.
В то время город Багдад находился под контролем янычарского офицера сю-баши Бакра, который в 1621 году поднял восстание и захватил власть над городом. В 1622 году он написал новому османскому султану Мураду IV с просьбой назначить его местным пашой, однако султан не только ответил отказом, но и назначил губернатором Багдада другого человека и приказал арестовать Бакра как предателя. Возмущённый Бакр убил Али-пашу, которого султан назначил временным губернатором города до прибытия нового губернатора. После этого султан решил отправить в Багдад военную экспедицию под командованием губернатора Диярбакыра Хафиза Ахмед-паши для восстановления контроля над городом.
Ахмед-паша при поддержке губернаторов Мараша и Шахрезра двинулся на Багдад с армией численностью 20 тысяч курдских солдат и вскоре достиг стен города. Однако ночью Бакр совершил вылазку и убил многих из них, после чего Ахмед-паша был вынужден отступить в Диялу. 
Вторая экспедиция состоялась годом позже. Ахмед-паша смог собрать новую армию и напал на армию Бакра, убив более 3000 солдат и взяв в плен 2000 человек. После этого Бакр вернулся в Багдад и укрепился там, а преследующие войска Ахмед-паши начали осаду города. Когда осада затянулась, Бакр написал письмо персидскому шаху Аббасу I с просьбой помочь ему, пообещав взамен стать его подданным. Шах согласился и отправил ему на помощь армию под командованием губернатора Хамадана Сефи Кули-хана. В то же время Бакр направил османскому султану послание, сообщая им о движении армии шаха в сторону Багдада, а также вновь попросил признать его губернатором Багдада, уверяя, что он единственный, кто способен дать отпор армии шаха. Однако султан вместо этого предложил ему стать губернатором Ракки. Разгневанный османским правительством, Бакр попытался убить посланников султана, пока султан не передумал и не назначил его губернатором Багдада. Добившись своей цели, Бакр нарушил данные шаху обещания, и потребовал от него вывести свои войска, а взамен пообещал выплатить компенсацию. Однако шах ответил отказом, так как он уже много лет готовился к захвату Багдада, и сейчас для этого был подходящий момент.

## Ход осады
Изначально шах Аббас сделал вид, что совершает паломничество к шиитским святыням Кербелы и Наджафа, однако 12 января 1624 года его войска со всех сторон устремились к крепости Багдада и начали осаду. Шах предложил Бакру мирно сдать город в обмен на помилование, но тот отказался и сказал: «Я уже помирился с султаном, город больше не нуждается в тебе!». Услышав это, шах разозлился и усилил осаду.
Из-за нехватки еды жители города были вынуждены обратиться к каннибализму, и в конце концов сын Бакра Мухаммед, видя всё это и понимая, что его отец не сможет долго выдерживать эту жестокую осаду, тайно отправил шаху письмо, в котором он предложил сохранить ему [Мухаммеду] жизнь, если он откроет ворота города. Шах согласился, после чего ночью Мухаммед тайно открыл ворота, и 14 января шах вошёл в город практически без сопротивления, а сю-баши Бакр был взят в плен.

## Последствия
Персы привели Бакра в железных кандалах к шаху, который попросил его оправдать свои «позорные» действия. Бакр был поражён, увидев рядом с Аббасом своего сына Мухаммеда и, как отмечает иракский историк Аббас аль-Аззави, он указал на своего сына и сказал: «Всё из-за этого сына прелюбодеяния!», а Мухаммед начал ругаться, ругаться и заплакал. После этого шах приказал заключить Бакра под строгим заключением и не давать ему спать, пока он не признаётся, где находятся его деньги. Однако он всё же отказался признаться, поэтому шах приказал поместить его в корабль на реке Тигр, облить дёгтем и маслом и сжечь заживо.
После захвата города Аббас I приказал вырезать местных армян и суннитов, поскольку он пытался превратить Багдада в чисто шиитский город. В результате было убито более 40 тысяч человек, а многие суннитские книги были брошены в реку Тигр.
Падение Багдада нанесло серьёзный удар по престижу Османской империи. Османские гарнизоны и местные племена начали дезертировать, и вскоре персы захватили бо́льшую часть Месопотамии, включая города Киркук и Мосул, а также шиитские святыни Наджаф и Кербела, которые потом посетил сам шах.
Дальнейшие попытки нескольких османских сердаров вернуть город не увенчались успехом. Лишь спустя 14 лет город был взят османским султаном Мурадом IV после 40-дневной осады.